# Lithocharis vilis
Lithocharis vilis är en skalbaggsart som beskrevs av Ernst Gustav Kraatz 1859. Lithocharis vilis ingår i släktet Lithocharis och familjen kortvingar. Inga underarter finns listade i Catalogue of Life.